# Interzonenpass

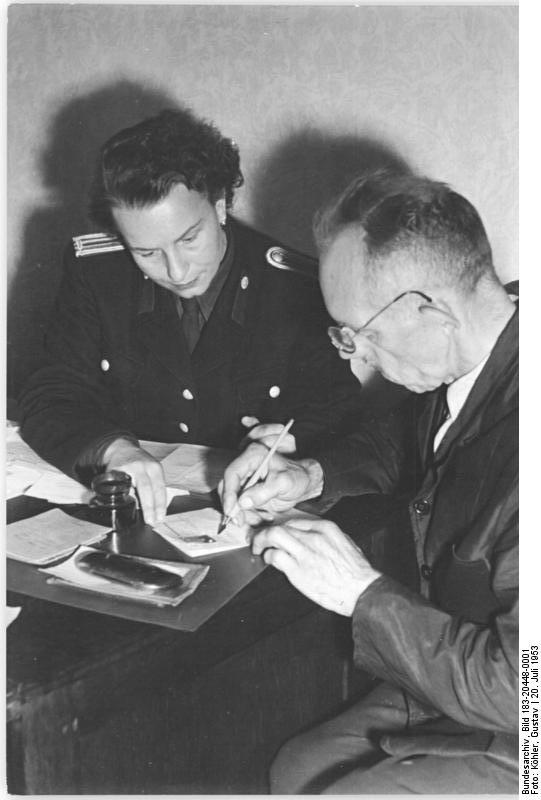
Ausgabe eines Interzonenpasses in Ost-Berlin im Juli 1953

Der Interzonenpass war ein am 30. Juni 1946 von den vier Besatzungsmächten des Deutschen Reiches offiziell eingeführtes Personaldokument, welches den Bürgern der Besatzungszonen das Reisen zwischen den innerdeutschen Zonen gestattete (Interzonenverkehr).
Nach der militärischen Besetzung Deutschlands durften Zivilpersonen im Mai 1945 zunächst nur mit einem Passierschein der jeweiligen Besatzungsmacht ihren Wohnort und dessen unmittelbare Umgebung verlassen. Am 30. Juni 1946 wurde die Grenze zwischen der sowjetischen Besatzungszone und den westlichen Besatzungszonen gesperrt. Zum Überschreiten der Zonengrenze benötigten die Reisenden den so genannten Interzonenpass, der 30 Tage gültig war und Reisen innerhalb Deutschlands ermöglichte. Anträge gingen an die deutsche Passbehörde, das Dokument selbst wurde jedoch von einer alliierten Dienststelle unterzeichnet. Für die Ostzone war noch eine Aufenthaltsgenehmigung der Behörde vor Ort nötig. Der Ausweis konnte ggf. um 15 Tage verlängert werden.
Neben diesem musste ein gültiger Personalausweis mitgeführt werden. Geschäftsreisende benötigten zusätzlich eine Bescheinigung der Industrie- und Handelskammer. Die mitgeführten Geldbeträge der Reisenden wurden von Beauftragten der Deutschen Notenbank bei der Einreise und Ausreise registriert, wie das beigefügte Dokument zeigt. Zwischen der britischen und der amerikanischen Besatzungszone wurden alle Reisebeschränkungen am 23. Juli 1946 aufgehoben.
Am 25. November 1953 wurde der Interzonenpass, auf den die Bundesrepublik Deutschland seit dem 14. November 1953 in Absprache mit den Westalliierten verzichtete, abgeschafft und durch die Personalbescheinigung ersetzt. Die DDR-Regierung schloss sich dem an, so dass der Besuch der DDR nur noch von der bereits 1948 eingeführten Aufenthaltsgenehmigung, die DDR-Bürger für Besucher aus dem Westen Deutschlands beantragen mussten, abhängig gemacht wurde.
In Westdeutschland wohnhafte Ausländer benötigten zur Einreise in die SBZ einen „langfristigen“ Interzonenpass (6 Monate gültig), den das Interzonal Facilities Bureau in Berlin auf Vermittlung deutscher Behörden ausstellte.
Auch für Flugreisen zwischen den drei Westzonen bzw. der BRD brauchten Deutsche, gleich ob in der BRD oder im Ausland lebend, einen Interzonenpass zusätzlich zum Personalausweis („Kennkarte“).

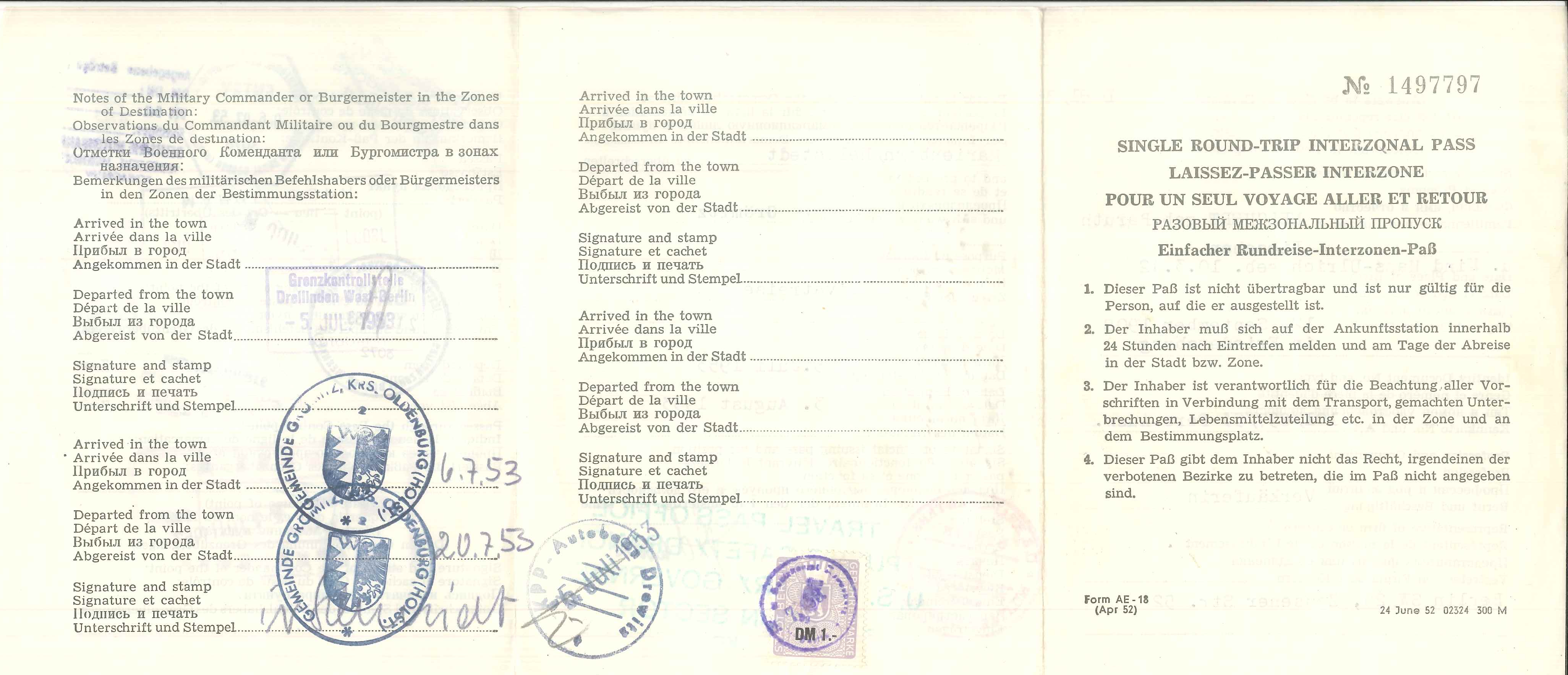
Vorderseite eines Interzonenpasses aus dem Jahr 1953
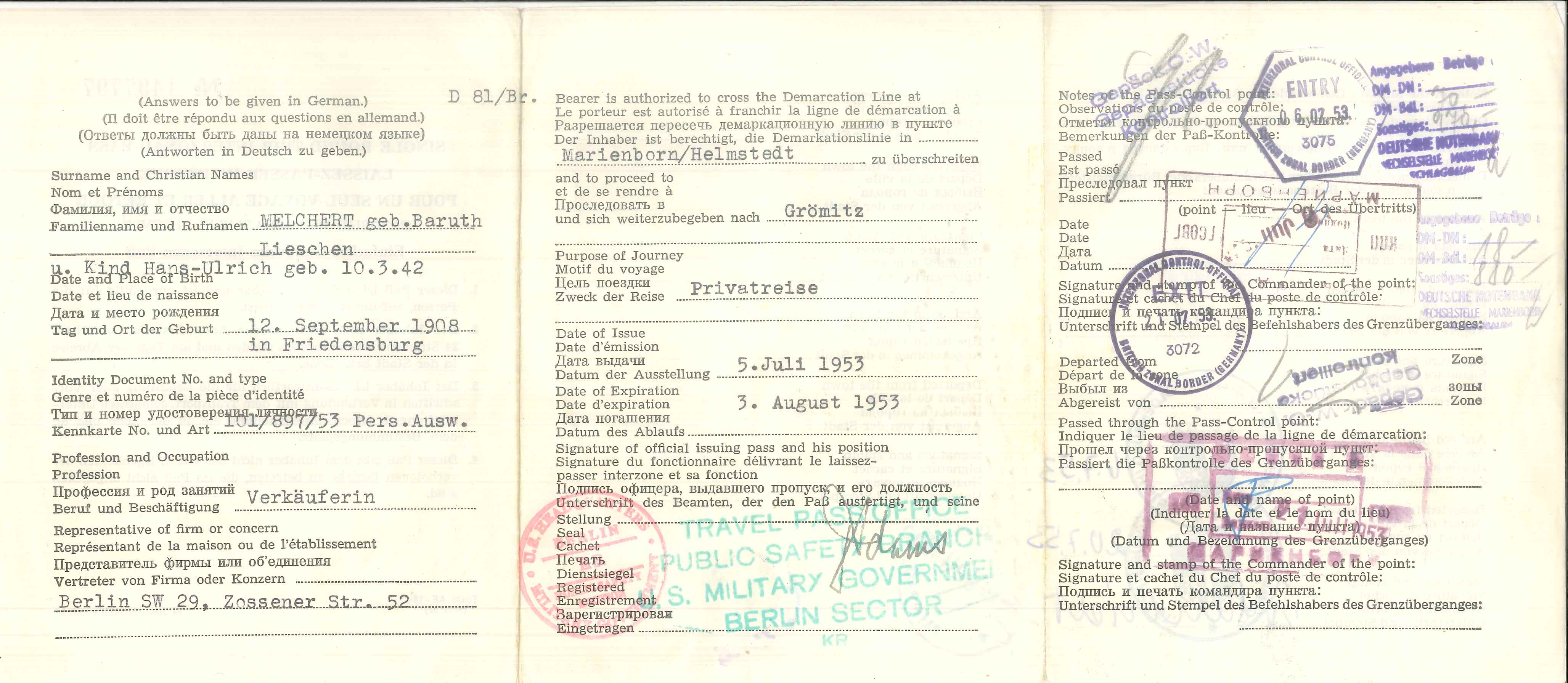
Rückseite